# Beany and Cecil Meet Billy the Squid
 (juin 2021).
Si vous disposez d'ouvrages ou d'articles de référence ou si vous connaissez des sites web de qualité traitant du thème abordé ici, merci de compléter l'article en donnant les références utiles à sa vérifiabilité et en les liant à la section « Notes et références ».
Beany and Cecil Meet Billy the Squid est un cartoon réalisé par Bob Clampett et sorti en 1959. C'est le dernier cartoon réalisé par Bob Clampett.